# Nesomylacris lateralis
Nesomylacris lateralis är en kackerlacksart som beskrevs av Fisk 1977. Nesomylacris lateralis ingår i släktet Nesomylacris och familjen småkackerlackor. Inga underarter finns listade i Catalogue of Life.